# صوت الغد
إذاعة صوت الغد هي اذاعة لبنانية تبث من عمارة شلهوب في ضواحي بيروت. بدأت مستقلة ثم تبعت تيار المردة وتعرض سياساته. بدأت البث في سبتمبر (أيلول) 1997م.

## موجاتها
- تبث في لبنان على الموجتين 97.1 و 96.7 ميغاهيرتز.
- تبث في سوريا على الموجة 99.9 ميغاهيرتز.
- تبث في الأردن على الموجة 101.5 ميغاهيرتز.
- تبث في أستراليا على الموجة 1620 أي أم.
- تبث في البحرين على الموجة 94.8 ميغاهيرتز.